# 善
善，是宗教、哲学、伦理学等范畴中的一个基本概念，例如“善，德之建也。”（《国语·晋语》），“善”與「惡」相反。善的含义接近于道德、价值观，与助人为乐的“慈善”还有所不同。